# 베이뷰역 (토론토)
베이뷰역 (Bayview Station)은 토론토 지하철 4호선 셰퍼드의 정차역으로, 셰퍼드-영역 다음으로 첫 번째 정차역이고 노스요크의 베이뷰와 셰퍼드에 위치해있다. 이 역은 2002년에 셰퍼드선이 개통하면서 동시에 개장하였으며, 개통 당시에는 비교적 인구 밀도가 낮은 주택 및 상업 지역이였지만 개통 이후 셰퍼드와 베이뷰를 따라 어느정도 개발이 이루어지기 시작하였다. 인구 밀도가 저조하고 주요 간선 버스 노선이 정차하지 않는 관계로 이 역의 승객 수는 저조한 편이다. 2018년 기준으로 평일에 하루 평균 8530명이 이 역을 이용하였다.

## 역사
베이뷰 / 셰퍼드 지역은 1950년대 중반까지만 해도 시골이였다. TTC 버스가 처음으로 운행한 시점은 1951년으로 윌로데일 / 셰퍼드에서 셰퍼드를 따라 동쪽으로,베이뷰를 따라 남쪽으로, 요크밀스를 따라 글렌에코까지 서쪽으로 이어졌다. 이 노선은 다음 해에 운행이 중단되었고 1955년에 베이뷰 버스로 운행을 재개하였다. 토론토 통합시의 인구는 2차 세계 대전 이후 급성장하면서 교외 지역이 급격히 팽창하였다.
하지만 노스요크는 계속 성장하였고 지역 정치인들은 영 / 셰퍼드에 토론토 도심에 맞먹는 부도심을 짓고자 하였다. 401번 고속도로 위에 동서축 지하철 노선을 지으려던 계획은 1960년대부터 거론되었고 1970년에 셰퍼드 애비뉴를 따라 지하철을 놓는 방안이 진지하게 검토되었다. 1982년, 통합시 설계가들은 셰퍼드 애비뉴를 따라 스카버러 타운 센터까지 이어지는 노선을 고려하였다. 멜 라스트먼 노스요크 시장은 이 지하철 노선이 노스요크의 새로운 중심가를 이을 주요 노선으로 지하철 건설을 적극 반겼다.
1985년, 통합시는 셰퍼드선을 1994년에 영에서 빅토리아파크까지 개통하고 2011년에 서쪽으로 다운즈뷰역, 동쪽으로 스카버러 타운 센터까지 연장하는 네트워크 2011 계획안을 지지하였다. 수 년 간에 걸친 시의회와 주정부의 토론 끝에 1994년에 셰퍼드선은 영에서 돈밀스까지 건설이 승인되고 예산이 투입되었으며 공사도 본격적으로 시작되었다.
베이뷰역은 노선 건설이 이루어지면서 중간에 폐쇄가 검토되지 않은 유일한 중간 정차역으로, 윌로데일에 정차역을 지으려 하였으나 인근 지역에 별다른 개발이 이루어지지 않아 무산되었고 공사 예산 문제가 깊어지자 정치인들은 베사리온역의 문을 닫아 3천만 달러를 절약할 것을 주장하였다. 레슬리역도 비슷한 문제를 겪었다. 베사리온과 레슬리가 둘 다 문을 닫았더라면 베이뷰는 영과 돈밀스 사이의 유일한 중간 정차역으로 전락했을 것이다. 하지만 멜 라스트먼과 하워드 모스코 TTC 국장이 베사리온과 레슬리역 개통에 필요한 예산을 받아내는 데 성공하여 둘 다 개통하게 되었다.
셰퍼드 지하철 공사가 이루어질 당시 몇몇 집주인들과 상점 주인들은 지하철 공사에 적극 반대하였으나, 지하철이 개통하면서 셰퍼드 애비뉴 연선에 큰 개발 흐름을 보이게 되었다.

## 역 특징
베이뷰역은 세 개의 출입구 건물로 이루어진 큼지막한 역으로 두 개는 베이뷰와 셰퍼드에 주 대합실로 이어지며 또다른 자동 출입구가 동쪽으로 한 블록 떨어진 케나스턴가든스에 나있다. 건물 내외는 셰퍼드선의 다른 역과 같이 스파르타식 건축 양식을 따르며 주로 유리와 콘크리트 재질로 이루어져 있고 내벽은 세라믹 타일과 테라초로 이루어져 있다. 외벽에는 콘크리트 벽과 플라스틱 재질의 역명판이 달려있다. 역명판은 셰퍼드선의 다른 노선과 같은 스타일을 따른다.
역 규모에도 불구하고 이 출입구는 지상으로 연결하기 위해서만 쓰이고 버스 터미널은 존재하지 않는다. 버스는 베이뷰 애비뉴 양쪽에서 갈아탈 수 있으며 역과 영 / 셰퍼드 북동쪽에 있는 베이뷰빌리지 몰로 손쉽게 이어지지 않는다. 이 쇼핑몰은 고급 쇼핑몰을 테마로 하여 이곳의 주 이용객은 대중교통을 이용하지 않는다고 주장하였다.
운행 비용을 절감하기 위해 TTC는 셰퍼드선에 일반 6량 열차 대신 4량 열차를 운행하기로 하였는데, 승강장 길이는 여전히 6량 대비로 남겨두었다. 여분의 승강장 공간은 벽으로 막아두었고 베이뷰역의 경우에는 그 여분의 공간이 역 동쪽 끝에 제어실로 용도가 바뀌었다.
베이뷰역은 패니아 클라크 에스피날의 예술 작품인 《여기서 지금 바로》 (From Here Right Now)로 알려져있으며, 이 작품은 일상 생활에 흔히 쓰이는 물건을 역 내벽과 바닥의 자기타일과 테라초에 표현했는데, 이 형상은 착시 현상을 일으켜 특정 위치에서 보면 바른 비중으로 보인다. 에스피날은 다운즈뷰파크역에 비슷한 작품인 《스핀》 (Spin)을 설치하였다.
베이뷰역의 승객 수는 토론토 지하철의 다른 역에 비해 저조한 편이고 저조한 승객 수에 비해 역이 너무 큰 것처럼 보이지만 베이뷰역 근처에는 고밀도 개발이 이루어지고 있으며 앞으로 조용한 부도심에서 더욱 분주한 지역으로 거듭날 수도 있다.

## 근처 명소
역 근처에는 베이뷰빌리지 쇼핑 센터와 캐너스턴 가든스 YMCA가 있다.

## 버스 연결편
베이뷰역에서 갈아탈 수 있는 버스 노선은 아래와 같으며, 지하철에서 버스로 갈아탈 때에는 역 밖에 있는 버스 정류장에서 탑승하고 이 때 프레스토 카드 또는 환승 표 등의 요금을 냈다는 증명이 필요하다. 85번 셰퍼드 이스트 버스는 대부분 돈밀스역에서 출발하며 셰퍼드-영역과 돈밀스역을 잇는 셔틀 버스가 85번 버스로 운행하고 있다.
|  |

|  |

|  |

|  |  |  |

|  |

|  |

|  |

|  |  |  |

|  |

|  |

|  |  |  |

|  |  |  |

|  |  |  |

|  |  |  |

|  |

|  |

|  |

|  |  |  |

|  |

|  |

|  |

|  |  |  |

|  |

|  |

|  |  |  |

|  |  |  |

|  |  |  |

|  |  |  |

|  |

|  |

|  |

|  |  |  |

|  |

|  |

|  |

|  |  |  |

|  |

|  |

|  |  |  |

|  |  |  |

|  |  |  |

|  |  |  |

|  |

|  |

|  |

|  |  |  |

|  |

|  |

|  |

|  |  |  |

|  |

|  |

|  |  |  |

|  |  |  |

|  |  |  |

|  |  |  |

|  |  |  |  |  |

|  |  |  |

|  |  |  |

|  |  |  |

|  |  |  |  |  |  |  |

|  |  |  |  |  |

|  |  |  |

|  |

|  |

|  |

|  |

|  |

|  |

|  |

|  |  |  |

|  |  |  |  |  |

|  |

|  |  |  |

|  |  |  |

|  |  |  |

|  |

|  |

|  |

|  |

| 프로그레스 |
| 맬번       |

|  |

| 랩슬리 |
| 워시번 |

|  |

|  |

| 브레큰   |
| 브레니언 |

|  |

|  |

|  |  |  |  |  |

|  |  |  |  |  |

|  |  |  |  |  |

|  |  |  |  |  |

|  |

|  |

|  |  |  |

|  |  |  |

|  |  |  |

|  |  |  |  |  |

|  |  |  |

|  |  |  |

|  |  |  |

|  |  |  |  |  |  |  |

|  |  |  |  |  |

|  |  |  |

|  |

|  |

|  |

|  |

|  |

|  |

|  |

|  |  |  |

|  |  |  |  |  |

|  |

|  |  |  |

|  |  |  |

|  |  |  |

|  |

|  |

|  |

|  |

| 프로그레스 |
| 맬번       |

|  |

| 랩슬리 |
| 워시번 |

|  |

|  |

| 브레큰   |
| 브레니언 |

|  |

|  |

|  |  |  |  |  |

|  |  |  |  |  |

|  |  |  |  |  |

|  |  |  |  |  |

|  |

|  |

|  |  |  |

|  |  |  |

|  |  |  |

|  |  |  |  |  |

|  |  |  |

|  |  |  |

|  |  |  |

|  |  |  |  |  |  |  |

|  |  |  |  |  |

|  |  |  |

|  |

|  |

|  |

|  |

|  |

|  |

|  |

|  |  |  |

|  |  |  |  |  |

|  |

|  |  |  |

|  |  |  |

|  |  |  |

|  |

|  |

|  |

|  |

| 프로그레스 |
| 맬번       |

|  |

| 랩슬리 |
| 워시번 |

|  |

|  |

| 브레큰   |
| 브레니언 |

|  |

|  |

|  |  |  |  |  |

|  |  |  |  |  |

|  |  |  |  |  |

|  |  |  |  |  |

|  |

|  |

|  |  |  |

|  |  |  |

|  |  |  |

|  |  |  |  |  |

|  |  |  |

|  |  |  |

|  |  |  |

|  |  |  |  |  |  |  |

|  |  |  |  |  |

|  |  |  |

|  |

|  |

|  |

|  |

|  |

|  |

|  |

|  |  |  |

|  |  |  |  |  |

|  |

|  |  |  |

|  |  |  |

|  |  |  |

|  |

|  |

|  |

|  |

| 프로그레스 |
| 맬번       |

|  |

| 랩슬리 |
| 워시번 |

|  |

|  |

| 브레큰   |
| 브레니언 |

|  |

|  |

|  |  |  |  |  |

|  |  |  |  |  |

|  |  |  |  |  |

|  |  |  |  |  |

|  |

|  |

|  |  |  |

|  |  |  |

|  |  |  |

|  |  |  |  |  |  |  |

|  |  |  |  |  |

|  |  |  |

|  |  |  |

|  |  |  |  |  |  |  |

|  |  |  |  |  |

|  |  |  |

|  |

|  |

|  |

|  |  |  |

|  |  |  |  |  |

|  |  |  |

|  |  |  |

|  |  |  |

|  |

|  |

|  |

|  |  |  |  |  |  |  |

|  |  |  |  |  |

|  |  |  |

|  |  |  |

|  |  |  |  |  |  |  |

|  |  |  |  |  |

|  |  |  |

|  |

|  |

|  |

|  |  |  |

|  |  |  |  |  |

|  |  |  |

|  |  |  |

|  |  |  |

|  |

|  |

|  |

|  |  |  |  |  |  |  |

|  |  |  |  |  |

|  |  |  |

|  |  |  |

|  |  |  |  |  |  |  |

|  |  |  |  |  |

|  |  |  |

|  |

|  |

|  |

|  |  |  |

|  |  |  |  |  |

|  |  |  |

|  |  |  |

|  |  |  |

|  |

|  |

|  |

|  |  |  |  |  |  |  |

|  |  |  |  |  |

|  |  |  |

|  |  |  |

|  |  |  |  |  |  |  |

|  |  |  |  |  |

|  |  |  |

|  |

|  |

|  |

|  |  |  |

|  |  |  |  |  |

|  |  |  |

|  |  |  |

|  |  |  |

|  |

|  |

|  |

## 인접한 역
| 4호선 셰퍼드   | 4호선 셰퍼드 | 4호선 셰퍼드         |
| -------------- | ------------ | -------------------- |
| 셰퍼드-영 방면 | 4호선 셰퍼드 | 베사리온 돈밀스 방면 |

## 갤러리

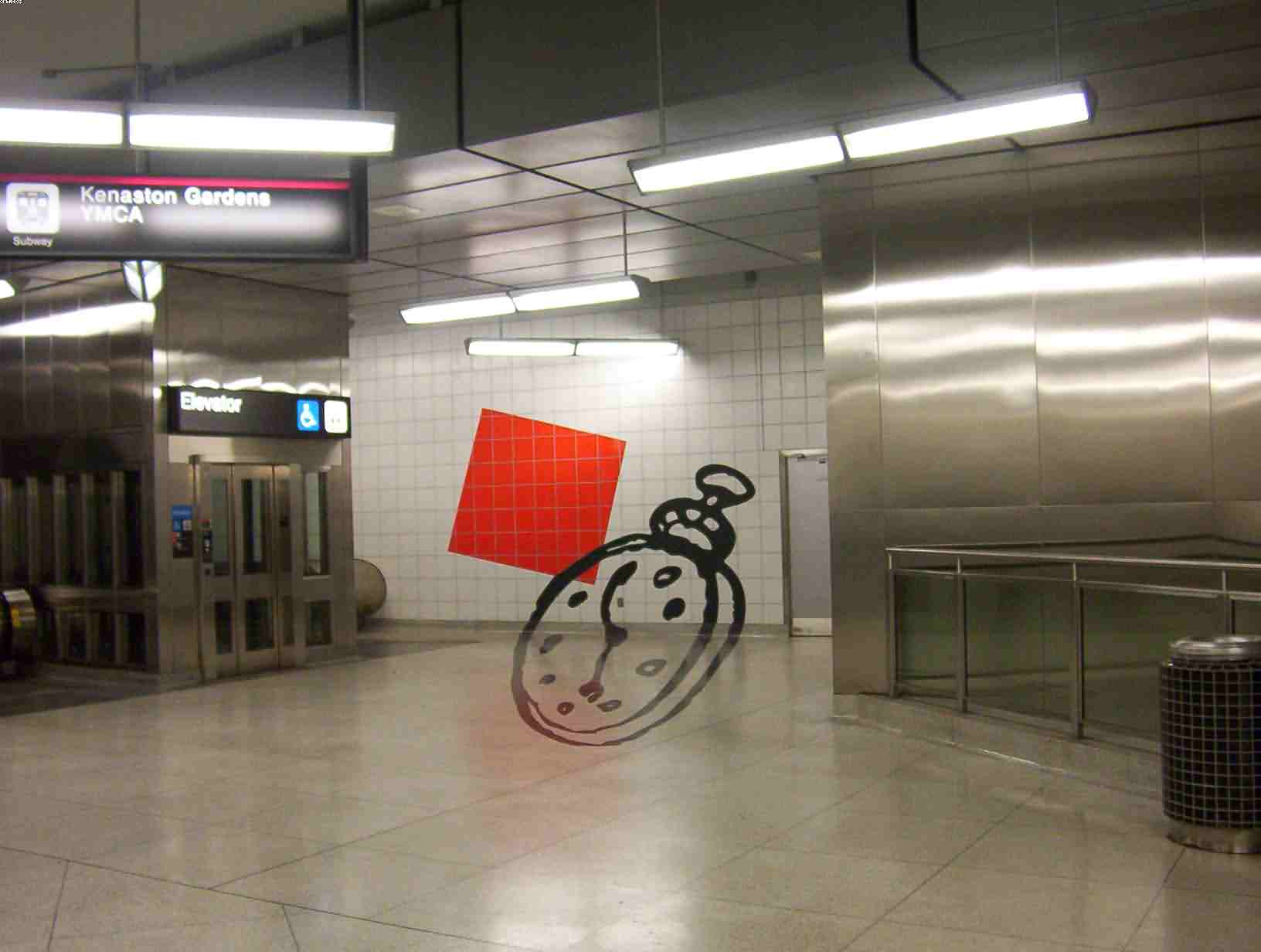
메자닌층 근처 에스컬레이터에 시계를 그리고 있는 착시현상 작품
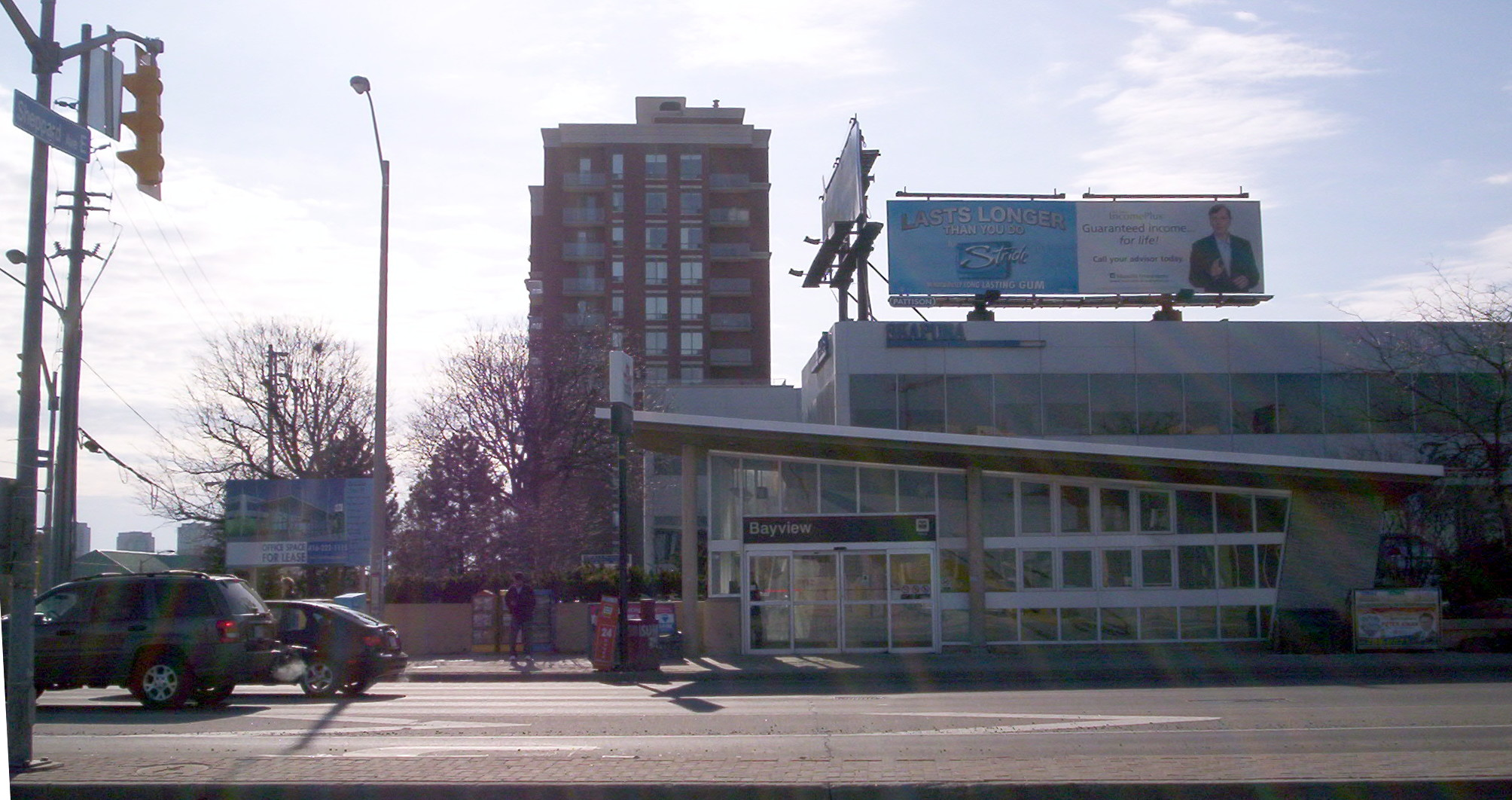
베이뷰 애비뉴 북서쪽 출입구와 남행 버스 정류장